# Эс-Сисния
Эс-Сисния (араб. السيسنية‎) — небольшой город на северо-западе Сирии, расположенный на территории мухафазы Тартус. Входит в состав района Сафита. Является центром одноимённой нахии.

## Географическое положение
Город находится в юго-восточной части мухафазы, на западных склонах южной части хребта Ансария, на высоте 252 метров над уровнем моря.

Эс-Сисния расположена на расстоянии приблизительно 23 километров к юго-востоку от Тартуса, административного центра провинции и на расстоянии 136 километров к северо-северо-западу (NNW) от Дамаска, столицы страны.

## Население
По данным официальной переписи 2004 года численность населения города составляла 2667 человек (1374 мужчины и 1293 женщины). Насчитывалось 576 домохозяйств. В конфессиональном составе населения преобладают алавиты и христиане.

## Транспорт
Ближайший гражданский аэропорт — Международный аэропорт имени Басиля Аль-Асада.